# Wahlkreis Lucca (Camera dei deputati)
Der Wahlkreis Lucca war von 1993 bis 2005 und ist seit 2017 wieder ein Wahlkreis (italienisch collegio elettorale) für die Wahl der Abgeordnetenkammer.

## Von 1993 bis 2005

### Wahlkreisgebiet
| Wahlkreise – Camera dei deputati – Toskana | Wahlkreise – Camera dei deputati – Toskana | Wahlkreise – Camera dei deputati – Toskana |
| Provinz                                    | Provinz                                    | Gemeinden nach Provinzen ⮞ Wahlkreis |
| ------------------------------------------ | ------------------------------------------ | --- |
|                                            | Provinz Arezzo (39 Gemeinden)              | 11 ⮞ Wahlkreis Arezzo 21 ⮞ Wahlkreis Montevarchi 7 ⮞ Wahlkreis Cortona |
|                                            | Provinz Florenz (44 Gemeinden)             | Teil von Florenz ⮞ Wahlkreis Florenz 1 Teil von Florenz ⮞ Wahlkreis Florenz 2 Teil von Florenz ⮞ Wahlkreis Florenz 3 14 + Teil von Florenz ⮞ Wahlkreis Florenz – Pontassieve 10 ⮞ Wahlkreis Bagno a Ripoli 8 ⮞ Wahlkreis Empoli 6 ⮞ Wahlkreis Scandicci 5 ⮞ Wahlkreis Sesto Fiorentino |
|                                            | Provinz Grosseto (28 Gemeinden)            | 10 ⮞ Wahlkreis Grosseto 17 ⮞ Wahlkreis Massa Marittima 1 ⮞ Wahlkreis Piombino |
|                                            | Provinz Livorno (20 Gemeinden)             | 1 + Teil von Livorno ⮞ Wahlkreis Livorno – Collesalvetti 2 + Teil von Livorno ⮞ Wahlkreis Livorno – Rosignano Marittimo 16 ⮞ Wahlkreis Piombino |
|                                            | Provinz Lucca (35 Gemeinden)               | 3 ⮞ Wahlkreis Lucca 26 ⮞ Wahlkreis Capannori 4 ⮞ Wahlkreis Viareggio 2 ⮞ Wahlkreis Massa |
|                                            | Provinz Massa-Carrara (17 Gemeinden)       | 2 ⮞ Wahlkreis Massa 15 ⮞ Wahlkreis Carrara |
|                                            | Provinz Pisa (39 Gemeinden)                | 3 ⮞ Wahlkreis Pisa 10 ⮞ Wahlkreis Cascina 25 ⮞ Wahlkreis Pontedera 1 ⮞ Wahlkreis Viareggio |
|                                            | Provinz Pistoia (22 Gemeinden)             | 8 ⮞ Wahlkreis Pistoia 12 ⮞ Wahlkreis Montecatini Terme 2 ⮞ Wahlkreis Prato – Montemurlo |
|                                            | Provinz Prato (7 Gemeinden)                | 2 + Teil von Prato ⮞ Wahlkreis Prato – Carmignano 4 + Teil von Prato ⮞ Wahlkreis Prato – Montemurlo |
|                                            | Provinz Siena (36 Gemeinden)               | 11 ⮞ Wahlkreis Siena 11 ⮞ Wahlkreis Cortona 14 ⮞ Wahlkreis Massa Marittima |

Der Wahlkreis umfasste 3 Gemeinden: Lucca, Massarosa und Pescaglia.

### Wahlergebnisse

#### Parlamentswahl 1994

##### Direktstimmen
| Kandidaten               | Kandidaten               | Parteien                                 | Stimmen | %    |
| ------------------------ | ------------------------ | ---------------------------------------- | ------- | ---- |
|                          | Domenico Maselligewählt  | Progressisti                             | 23.646  | 30,7 |
|                          | Gianmarco Mancini        | Polo delle Libertà (FI – LN – CCD – UdC) | 21.635  | 28,1 |
|                          | Agnese Garibaldi         | Patto per l’Italia                       | 14.797  | 19,2 |
|                          | Enrico Grabau            | Alleanza Nazionale                       | 12.762  | 16,6 |
|                          | Massimo Ignazio Bulckaen | Lista Marco Pannella – Riformatori       | 4.168   | 5,4  |
| Gesamt                   | Gesamt                   | Gesamt                                   | 77.008  | 100  |
|                          |                          |                                          |         |      |
| Ungültige Stimmen        | Ungültige Stimmen        | Ungültige Stimmen                        | 6.425   | 7,7  |
| Wähler                   | Wähler                   | Wähler                                   | 83.433  | 88,6 |
| Wahlberechtigte          | Wahlberechtigte          | Wahlberechtigte                          | 94.177  |      |
|                          |                          |                                          |         |      |
| Quelle: Innenministerium |                          |                                          |         |      |

##### Listenstimmen
| Parteien                             | Parteien                        | Parteien                           | Stimmen | %    |
| ------------------------------------ | ------------------------------- | ---------------------------------- | ------- | ---- |
|                                      | Progressisti                    | Partito Democratico della Sinistra | 12.412  | 15,9 |
| Partito della Rifondazione Comunista | Progressisti                    | 5.449                              | 7,0     |      |
| Federazione dei Verdi                | Progressisti                    | 2.611                              | 3,3     |      |
| La Rete                              | Progressisti                    | 1.753                              | 2,2     |      |
| Alleanza Democratica                 | Progressisti                    | 1.130                              | 1,4     |      |
| Partito Socialista Italiano          | Progressisti                    | 922                                | 1,2     |      |
| ↳ Gesamt                             | Progressisti                    | 24.277                             | 31,1    |      |
|                                      | Polo delle Libertà              | Forza Italia                       | 16.109  | 20,7 |
| Lega Nord                            | Polo delle Libertà              | 3.371                              | 4,3     |      |
| ↳ Gesamt                             | Polo delle Libertà              | 19.480                             | 25,0    |      |
|                                      | Patto per l’Italia              | Patto Segni                        | 8.498   | 10,9 |
| Partito Popolare Italiano            | Patto per l’Italia              | 7.787                              | 10,0    |      |
| ↳ Gesamt                             | Patto per l’Italia              | 16.285                             | 20,9    |      |
|                                      | Alleanza Nazionale              | Alleanza Nazionale                 | 12.424  | 15,9 |
|                                      | Lista Marco Pannella            | Lista Marco Pannella               | 4.466   | 5,7  |
|                                      | Insieme per lo Sviluppo         | Insieme per lo Sviluppo            | 763     | 1,0  |
|                                      | Socialdemocrazia per le Libertà | Socialdemocrazia per le Libertà    | 299     | 0,4  |
| Gesamt                               | Gesamt                          | Gesamt                             | 77.994  | 100  |
|                                      |                                 |                                    |         |      |
| Ungültige Stimmen                    | Ungültige Stimmen               | Ungültige Stimmen                  | 5.439   | 6,5  |
| Wähler                               | Wähler                          | Wähler                             | 83.433  | 88,6 |
| Wahlberechtigte                      | Wahlberechtigte                 | Wahlberechtigte                    | 94.177  |      |
|                                      |                                 |                                    |         |      |
| Quelle: Innenministerium             |                                 |                                    |         |      |

#### Parlamentswahl 1996

##### Direktstimmen
| Kandidaten               | Kandidaten              | Parteien            | Stimmen | %    |
| ------------------------ | ----------------------- | ------------------- | ------- | ---- |
|                          | Domenico Maselligewählt | L’Ulivo             | 35.242  | 47,2 |
|                          | Altero Matteoli         | Polo per le Libertà | 34.191  | 45,8 |
|                          | Vinicio Lucchesi        | Lega Nord           | 3.412   | 4,6  |
|                          | Vito Tirrito            | Mani Pulite         | 1.838   | 2,5  |
| Gesamt                   | Gesamt                  | Gesamt              | 74.683  | 100  |
|                          |                         |                     |         |      |
| Ungültige Stimmen        | Ungültige Stimmen       | Ungültige Stimmen   | 6.453   | 8,0  |
| Wähler                   | Wähler                  | Wähler              | 81.136  | 84,9 |
| Wahlberechtigte          | Wahlberechtigte         | Wahlberechtigte     | 95.565  |      |
|                          |                         |                     |         |      |
| Quelle: Innenministerium |                         |                     |         |      |

##### Listenstimmen
| Parteien                                          | Parteien                             | Parteien                             | Stimmen | %    |
| ------------------------------------------------- | ------------------------------------ | ------------------------------------ | ------- | ---- |
|                                                   | Polo per le Libertà                  | Alleanza Nazionale                   | 18.123  | 23,9 |
| Forza Italia                                      | Polo per le Libertà                  | 13.146                               | 17,4    |      |
| CCD – CDU                                         | Polo per le Libertà                  | 4.347                                | 5,7     |      |
| ↳ Gesamt                                          | Polo per le Libertà                  | 35.616                               | 47,1    |      |
|                                                   | L’Ulivo                              | Partito Democratico della Sinistra   | 12.605  | 16,7 |
| Popolari per Prodi (PPI – SVP – PRI – UD – Prodi) | L’Ulivo                              | 6.630                                | 8,8     |      |
| Rinnovamento Italiano                             | L’Ulivo                              | 4.748                                | 6,3     |      |
| Federazione dei Verdi                             | L’Ulivo                              | 1.949                                | 2,6     |      |
| ↳ Gesamt                                          | L’Ulivo                              | 25.932                               | 34,3    |      |
|                                                   | Partito della Rifondazione Comunista | Partito della Rifondazione Comunista | 7.917   | 10,5 |
|                                                   | Lega Nord                            | Lega Nord                            | 2.467   | 3,3  |
|                                                   | Lista Pannella – Sgarbi              | Lista Pannella – Sgarbi              | 1.867   | 2,5  |
|                                                   | Mani Pulite                          | Mani Pulite                          | 661     | 0,9  |
|                                                   | Fiamma Tricolore                     | Fiamma Tricolore                     | 587     | 0,8  |
|                                                   | Partito Socialista                   | Partito Socialista                   | 307     | 0,4  |
|                                                   | Movimento Autonomista Toscano        | Movimento Autonomista Toscano        | 235     | 0,3  |
|                                                   | Partito Umanista                     | Partito Umanista                     | 88      | 0,1  |
| Gesamt                                            | Gesamt                               | Gesamt                               | 75.677  | 100  |
|                                                   |                                      |                                      |         |      |
| Ungültige Stimmen                                 | Ungültige Stimmen                    | Ungültige Stimmen                    | 5.457   | 6,7  |
| Wähler                                            | Wähler                               | Wähler                               | 81.134  | 84,9 |
| Wahlberechtigte                                   | Wahlberechtigte                      | Wahlberechtigte                      | 95.565  |      |
|                                                   |                                      |                                      |         |      |
| Quelle: Innenministerium                          |                                      |                                      |         |      |

#### Parlamentswahl 2001

##### Direktstimmen
| Kandidaten               | Kandidaten                 | Parteien           | Stimmen | %    |
| ------------------------ | -------------------------- | ------------------ | ------- | ---- |
|                          | Altero Matteoligewählt     | Casa delle Libertà | 33.649  | 45,4 |
|                          | Giulio Lazzarini           | L’Ulivo            | 33.473  | 45,1 |
|                          | Maurizio Bardi             | Lista Di Pietro    | 1.883   | 2,5  |
|                          | Antonio Barsanti           | Democrazia Europea | 1.797   | 2,4  |
|                          | Massimo Ignazio Bulckaen   | Lista Emma Bonino  | 1.793   | 2,4  |
|                          | Francesco Settimo Giuntoli | Comunismo          | 1.578   | 2,1  |
| Gesamt                   | Gesamt                     | Gesamt             | 74.173  | 100  |
|                          |                            |                    |         |      |
| Ungültige Stimmen        | Ungültige Stimmen          | Ungültige Stimmen  | 4.021   | 5,1  |
| Wähler                   | Wähler                     | Wähler             | 78.194  | 81,2 |
| Wahlberechtigte          | Wahlberechtigte            | Wahlberechtigte    | 96.276  |      |
|                          |                            |                    |         |      |
| Quelle: Innenministerium |                            |                    |         |      |

##### Listenstimmen
| Parteien                       | Parteien                             | Parteien                               | Stimmen | %    |
| ------------------------------ | ------------------------------------ | -------------------------------------- | ------- | ---- |
|                                | Casa delle Libertà                   | Forza Italia                           | 20.029  | 27,3 |
| Alleanza Nazionale             | Casa delle Libertà                   | 13.370                                 | 18,2    |      |
| CCD – CDU                      | Casa delle Libertà                   | 2.060                                  | 2,8     |      |
| Lega Nord                      | Casa delle Libertà                   | 712                                    | 1,0     |      |
| Nuovo PSI                      | Casa delle Libertà                   | 398                                    | 0,5     |      |
| ↳ Gesamt                       | Casa delle Libertà                   | 36.569                                 | 49,8    |      |
|                                | L’Ulivo                              | La Margherita (Dem – PPI – RI – Udeur) | 13.007  | 17,7 |
| Democratici di Sinistra        | L’Ulivo                              | 11.522                                 | 15,7    |      |
| Partito dei Comunisti Italiani | L’Ulivo                              | 1.567                                  | 2,1     |      |
| Il Girasole (FdV – SDI)        | L’Ulivo                              | 1.337                                  | 1,8     |      |
| ↳ Gesamt                       | L’Ulivo                              | 27.433                                 | 37,3    |      |
|                                | Partito della Rifondazione Comunista | Partito della Rifondazione Comunista   | 3.545   | 4,8  |
|                                | Lista Di Pietro                      | Lista Di Pietro                        | 2.545   | 3,5  |
|                                | Lista Emma Bonino                    | Lista Emma Bonino                      | 1.949   | 2,7  |
|                                | Democrazia Europea                   | Democrazia Europea                     | 1.069   | 1,5  |
|                                | Comunismo                            | Comunismo                              | 320     | 0,4  |
|                                | Abolizione Scorporo                  | Abolizione Scorporo                    | 44      | 0,1  |
| Gesamt                         | Gesamt                               | Gesamt                                 | 73.474  | 100  |
|                                |                                      |                                        |         |      |
| Ungültige Stimmen              | Ungültige Stimmen                    | Ungültige Stimmen                      | 4.722   | 6,0  |
| Wähler                         | Wähler                               | Wähler                                 | 78.196  | 81,2 |
| Wahlberechtigte                | Wahlberechtigte                      | Wahlberechtigte                        | 96.276  |      |
|                                |                                      |                                        |         |      |
| Quelle: Innenministerium       |                                      |                                        |         |      |

## Von 2017 bis 2020

### Wahlkreisgebiet
| Wahlkreise – Camera dei deputati – Toskana | Wahlkreise – Camera dei deputati – Toskana | Wahlkreise – Camera dei deputati – Toskana |
| Provinz                                    | Provinz                                    | Gemeinden nach Provinzen ⮞ Wahlkreis |
| ------------------------------------------ | ------------------------------------------ | --- |
|                                            | Metropolitanstadt Florenz (42 Gemeinden)   | Teil von Florenz ⮞ Wahlkreis Florenz – Novoli – Peretola Teil von Florenz ⮞ Wahlkreis Florenz – Scandicci 15 ⮞ Wahlkreis Empoli 19 ⮞ Wahlkreis Sesto Fiorentino 3 ⮞ Wahlkreis Poggibonsi |
|                                            | Provinz Arezzo (37 Gemeinden)              | 30 ⮞ Wahlkreis Arezzo 5 ⮞ Wahlkreis Siena 2 ⮞ Wahlkreis Sesto Fiorentino |
|                                            | Provinz Grosseto (28 Gemeinden)            | alle ⮞ Wahlkreis Grosseto |
|                                            | Provinz Livorno (20 Gemeinden)             | 11 ⮞ Wahlkreis Livorno 9 ⮞ Wahlkreis Grosseto |
|                                            | Provinz Lucca (33 Gemeinden)               | 26 ⮞ Wahlkreis Lucca 5 ⮞ Wahlkreis Massa 2 ⮞ Wahlkreis Pistoia |
|                                            | Provinz Massa-Carrara (17 Gemeinden)       | alle ⮞ Wahlkreis Massa |
|                                            | Provinz Pisa (37 Gemeinden)                | 12 ⮞ Wahlkreis Pisa 25 ⮞ Wahlkreis Poggibonsi |
|                                            | Provinz Pistoia (20 Gemeinden)             | 17 ⮞ Wahlkreis Pistoia 2 ⮞ Wahlkreis Prato 1 ⮞ Wahlkreis Empoli |
|                                            | Provinz Prato (7 Gemeinden)                | alle ⮞ Wahlkreis Prato |
|                                            | Provinz Siena (35 Gemeinden)               | 30 ⮞ Wahlkreis Siena 5 ⮞ Wahlkreis Poggibonsi |

Der Wahlkreis umfasste 26 Gemeinden der Provinz Lucca (Bagni di Lucca, Barga, Borgo a Mozzano, Camporgiano, Capannori, Careggine, Castelnuovo di Garfagnana, Castiglione di Garfagnana, Coreglia Antelminelli, Fabbriche di Vergemoli, Fosciandora, Gallicano, Lucca, Massarosa, Minucciano, Molazzana, Pescaglia, Piazza al Serchio, Pieve Fosciana, Porcari, San Romano in Garfagnana, Sillano Giuncugnano, Vagli Sotto, Viareggio, Villa Basilica und Villa Collemandina).

### Wahlergebnisse

#### Parlamentswahl 2018
| Kandidaten               | Kandidaten              | Stimmen | %    | Listen                         | Stimmen | %    |
| ------------------------ | ----------------------- | ------- | ---- | ------------------------------ | ------- | ---- |
|                          | Riccardo Zucconigewählt | 62.515  | 37,8 | Lega                           | 34.911  | 21,1 |
| Forza Italia             | Riccardo Zucconigewählt | 62.515  | 37,8 | 19.409                         | 11,7    |      |
| Fratelli d’Italia        | Riccardo Zucconigewählt | 62.515  | 37,8 | 6.697                          | 4,0     |      |
| Noi con l’Italia – UDC   | Riccardo Zucconigewählt | 62.515  | 37,8 | 1.498                          | 0,9     |      |
|                          | Stefano Baccelli        | 44.610  | 27,0 | Partito Democratico            | 38.095  | 23,0 |
| +Europa                  | Stefano Baccelli        | 44.610  | 27,0 | 4.624                          | 2,8     |      |
| Italia Europa Insieme    | Stefano Baccelli        | 44.610  | 27,0 | 993                            | 0,6     |      |
| Civica Popolare          | Stefano Baccelli        | 44.610  | 27,0 | 898                            | 0,5     |      |
|                          | Piero Landi             | 42.846  | 25,9 | Movimento 5 Stelle             | 42.846  | 25,9 |
|                          | Cecilia Carmassi        | 6.134   | 3,7  | Liberi e Uguali                | 6.134   | 3,7  |
|                          | Fabio Barsanti          | 3.719   | 2,2  | CasaPound Italia               | 3.719   | 2,2  |
|                          | Luna Caddeo             | 3.000   | 1,8  | Potere al Popolo!              | 3.000   | 1,8  |
|                          | Katiuscia Marchetti     | 1.186   | 0,7  | Partito Comunista              | 1.186   | 0,7  |
|                          | Mauro Domenici          | 876     | 0,5  | Il Popolo della Famiglia       | 876     | 0,5  |
|                          | Emiliano Mari           | 576     | 0,3  | Italia agli Italiani (FT – FN) | 576     | 0,3  |
| Gesamt                   | Gesamt                  | 165.462 | 100  |                                | 165.462 | 100  |
|                          |                         |         |      |                                |         |      |
| Ungültige Stimmen        | Ungültige Stimmen       | 5.004   | 2,9  |                                |         |      |
| Wähler                   | Wähler                  | 170.466 | 74,7 |                                |         |      |
| Wahlberechtigte          | Wahlberechtigte         | 228.274 |      |                                |         |      |
|                          |                         |         |      |                                |         |      |
| Quelle: Innenministerium |                         |         |      |                                |         |      |

## Seit 2020

### Wahlkreisgebiet
| Wahlkreise – Camera dei deputati – Toskana | Wahlkreise – Camera dei deputati – Toskana | Wahlkreise – Camera dei deputati – Toskana                                                                 |
| Provinz                                    | Provinz                                    | Gemeinden nach Provinzen ⮞ Wahlkreis                                                                       |
| ------------------------------------------ | ------------------------------------------ | --- |
|                                            | Metropolitanstadt Florenz (41 Gemeinden)   | 1 ⮞ Wahlkreis Florenz 28 ⮞ Wahlkreis Scandicci 9 ⮞ Wahlkreis Prato 2 ⮞ Wahlkreis Arezzo 1 ⮞ Wahlkreis Pisa |
|                                            | Provinz Arezzo (36 Gemeinden)              | alle ⮞ Wahlkreis Arezzo                                                                                    |
|                                            | Provinz Grosseto (28 Gemeinden)            | alle ⮞ Wahlkreis Grosseto                                                                                  |
|                                            | Provinz Livorno (19 Gemeinden)             | alle ⮞ Wahlkreis Livorno                                                                                   |
|                                            | Provinz Lucca (33 Gemeinden)               | 26 ⮞ Wahlkreis Lucca 7 ⮞ Wahlkreis Massa                                                                   |
|                                            | Provinz Massa-Carrara (17 Gemeinden)       | alle ⮞ Wahlkreis Massa                                                                                     |
|                                            | Provinz Pisa (37 Gemeinden)                | alle ⮞ Wahlkreis Pisa                                                                                      |
|                                            | Provinz Pistoia (20 Gemeinden)             | 13 ⮞ Wahlkreis Lucca 7 ⮞ Wahlkreis Prato                                                                   |
|                                            | Provinz Prato (7 Gemeinden)                | alle ⮞ Wahlkreis Prato                                                                                     |
|                                            | Provinz Siena (35 Gemeinden)               | alle ⮞ Wahlkreis Grosseto                                                                                  |

Der Wahlkreis umfasst 39 Gemeinden:
- 26 Gemeinden der Provinz Lucca (Altopascio, Bagni di Lucca, Barga, Borgo a Mozzano, Camporgiano, Capannori, Careggine, Castelnuovo di Garfagnana, Castiglione di Garfagnana, Coreglia Antelminelli, Fabbriche di Vergemoli, Fosciandora, Gallicano, Lucca, Minucciano, Molazzana, Montecarlo, Pescaglia, Piazza al Serchio, Pieve Fosciana, Porcari, San Romano in Garfagnana, Sillano Giuncugnano, Vagli Sotto, Villa Basilica und Villa Collemandina);
- 13 Gemeinden der Provinz Pistoia (Abetone Cutigliano, Buggiano, Chiesina Uzzanese, Lamporecchio, Larciano, Massa e Cozzile, Monsummano Terme, Montecatini Terme, Pescia, Pieve a Nievole, Ponte Buggianese, San Marcello Piteglio und Uzzano).

### Wahlergebnisse

#### Parlamentswahl 2022
| Kandidaten                          | Kandidaten              | Stimmen | %    | Listen                                                  | Stimmen | %    |
| ----------------------------------- | ----------------------- | ------- | ---- | ------------------------------------------------------- | ------- | ---- |
|                                     | Riccardo Zucconigewählt | 82.621  | 46,8 | Fratelli d’Italia                                       | 55.461  | 31,4 |
| Lega per Salvini Premier            | Riccardo Zucconigewählt | 82.621  | 46,8 | 14.370                                                  | 8,1     |      |
| Forza Italia                        | Riccardo Zucconigewählt | 82.621  | 46,8 | 12.087                                                  | 6,8     |      |
| Noi Moderati                        | Riccardo Zucconigewählt | 82.621  | 46,8 | 703                                                     | 0,4     |      |
|                                     | Serena Mammini          | 49.165  | 27,9 | Partito Democratico – Italia Democratica e Progressista | 35.852  | 20,3 |
| Alleanza Verdi e Sinistra           | Serena Mammini          | 49.165  | 27,9 | 7.296                                                   | 4,1     |      |
| +Europa                             | Serena Mammini          | 49.165  | 27,9 | 4.781                                                   | 2,7     |      |
| Impegno Civico – Centro Democratico | Serena Mammini          | 49.165  | 27,9 | 1.236                                                   | 0,7     |      |
|                                     | Marco Cresci            | 17.962  | 10,2 | Movimento 5 Stelle                                      | 17.962  | 10,2 |
|                                     | Marco Remaschi          | 16.119  | 9,1  | Azione – Italia Viva                                    | 16.119  | 9,1  |
|                                     | Alessandro Balduini     | 3.537   | 2,0  | Italexit per l’Italia                                   | 3.537   | 2,0  |
|                                     | Francesca Trasatti      | 3.034   | 1,7  | Unione Popolare                                         | 3.034   | 1,7  |
|                                     | Giorgio Bianchi         | 2.722   | 1,5  | Italia Sovrana e Popolare                               | 2.722   | 1,5  |
|                                     | Luca Tomberli           | 1.312   | 0,7  | Vita                                                    | 1.312   | 0,7  |
| Gesamt                              | Gesamt                  | 176.472 | 100  |                                                         | 176.472 | 100  |
|                                     |                         |         |      |                                                         |         |      |
| Ungültige Stimmen                   | Ungültige Stimmen       | 8.714   | 4,7  |                                                         |         |      |
| Wähler                              | Wähler                  | 185.186 | 67,9 |                                                         |         |      |
| Wahlberechtigte                     | Wahlberechtigte         | 272.611 |      |                                                         |         |      |
|                                     |                         |         |      |                                                         |         |      |
| Quelle: Innenministerium            |                         |         |      |                                                         |         |      |